# كورنيتو (حلوى مجمدة)
كورنيتو (بالإيطالية: Cornetto)‏ هي علامة تجارية إيطالية للآيس كريم في مخروط، والتي تصنعها وتملكها شركة يونيليفر. توجد العديد من الأشكال المختلفة للمنتج ، بدءًا من الآيس كريم القائم على الحليب إلى الحلوى التي تحتوي على دهون نباتية.  والى الان لا نعرف هل هي مقاطعه ام لا